# Yon Tumarkin
Yon Tumarkin (Hebreeuws: יוןתומרקין) (Jaffa, 22 juli 1989) is een Israëlisch acteur.

## Leven
Yon Tumarkin werd geboren op 22 juli 1989 in Jaffa en is de jongste zoon van Yigal Tumarkin, een bekende schilder, graficus en beeldhouwer.
Tumarkins interesse in acteren ontwikkelde zich toen hij nog jong was. Hij ging acteren leren aan de Tichon Ironi Alef in Tel Aviv.
In 2012 speelde een hoofdrol in de film Rock Ba-Casba. Ook was hij een hoofdrolspeler in de horrorfilm JeruZalem uit 2015.
Naast films was hij ook bekend door zijn optredens in televisieseries zoals Ha-Yeladim Mi'Givat Napoleon, Ha-E en Split
Van 2009 tot 2012 ontving Tumarkin de Israëlisch Television Academy Award als beste acteur (vier keer).